# Antonmaria Sauli
Antonmaria Sauli (o Antonio Maria Sauli) (1541 - 24 d'agost de 1623) va ser un arquebisbe de Gènova i cardenal italià, degà del Col·legi Cardenalici en els últims tres anys de vida.

## Biografia
Sauli va néixer a Gènova. Era membre de la família Sauli, que, entre d'altres, va tenir tres duxs de Gènova. El seu pare era Ottaviano Sauli i la mare es deia Giustiniana.
Va estudiar a la Universitat de Bolonya i a la Universitat de Pàdua. Aviat va treballar per a la República de Gènova i més tard per als Estats Pontificis. Va ser Nunci apostòlic a Portugal el 1579-1580, durant el regnat del Cardenal-rei Enric I de Portugal.
Sauli va ser arquebisbe-coadjutor de Gènova el 1585. L'any següent va ser arquebisbe de Gènova, càrrec que va ocupar fins a 1591, encara que va ser elevat a cardenal el 1587.
El 18 de desembre de 1587, va ser nomenat cardenal pel Papa Sixt V, rebent la birreta cardenalícia i el títol de cardenal-presbíter de Sants Vital, Valèria, Gervasi i Protasi el 15 de gener de 1588.
El 1620, es Degà del Col·legi Cardenalici i cardenal-bisbe d'Òstia-Velletri. Va ser copresident, amb el cardenal Ludovico Ludovisi, de la Congregació per a l'Evangelització dels Pobles, instituïda pel Papa Gregori XV el 22 de juny de 1622, ocupant el càrrec fins al 12 de novembre.
Al conclave de maig de 1605, va ser derrotat perquè hi havia un nombre suficient de cardenals que estava convençut de la necessitat d'"un papa que vulgui castigar els cardenals-nebots per robar el papat".

## Conclaves
- Conclave de setembre de 1590 - va participar de l'elecció del Papa Urbà VII.[1]
- Conclave de 1590 (tardor) - va participar de l'elecció del Papa Gregori XIV.
- Conclave de 1591 - va participar de l'elecció del Papa Innocenci IX.
- Conclave de 1592 - va participar de l'elecció del Papa Climent VIII.
- Conclave de març de 1605 - va participar de l'elecció del Papa Lleó XI.
- Conclave de maig de 1605 - va participar de l'elecció del Papa Pau V.
- Conclave de 1621 - va participar com a degà en l'elecció del Papa Gregori XV.
- Conclave de 1623 - va participar com a degà en l'elecció del Papa Urbà VIII.